# Harald Høffding
Harald Høffding (11 marca 1843 w Kopenhadze, 2 lipca 1931 tamże) – duński filozof o międzynarodowej sławie, zajmujący się psychologią i filozofią religii. Miał duży wpływ na rozwój literackiego modernizmu.

## Biografia
Urodził się i odebrał edukację w Kopenhadze. Ukończył teologię na Uniwersytecie Kopenhaskim (1865). Następnie został nauczycielem i pracował w tym zawodzie 17 lat. W 1870 obronił pracę doktorską poświęconą pojęciu woli w filozofii starożytnej Grecji. Pracę tę napisał w części podczas studiów w Paryżu (1868–1869), gdzie słuchał wykładów Hippolita Taine’a. Zyskał rozgłos po opublikowaniu podręcznika Psychologia doświadczalna w zarysie (1882), przetłumaczonego na inne języki (m.in. angielski, niemiecki, francuski, polski). Praca ta stała się podstawą jego międzynarodowego uznania. W 1883 został profesorem Uniwersytetu Kopenhaskiego, obejmując katedrę po swoim dawnym nauczycielu, Rasmusie Nielsenie. Pozostawał aktywny naukowo do końca życia.

## Poglądy
Høffding początkowo pozostawał pod silnym wpływem Sørena Kierkegaarda, którego czytał jako dziecko. Z tego też okresu datuje się jego zainteresowanie religijnością. Stopniowo przesuwał się w kierunku filozofii pozytywistycznej, z którą zapoznał się podczas paryskich studiów m.in. u Hippolita Taine’a (1868–1869). Minęły jednak lata, nim wpływ ten stał się odczuwalny. Jego koncepcje filozoficzne mają wyraźne cechy psychologizmu. Sam Høffding określał swoje stanowisko jako krytyczny monizm.
Prace Høffdinga wpisywały się w rozwój psychologii jako samodzielnej dyscypliny. Mieściły się pomiędzy dawniejszą psychologią filozoficzną, a nową nauką psychologii, opierającą się na metodzie empirycznej i introspekcji, a nie filozoficznej spekulacji. Høffding odwoływał się do wcześniejszych prac Wilhelma Wundta i Gustava Theodora Fechnera, ale nie był ich kontynuatorem.
Psychologia Høffdinga powracała do zainteresowania się duszą, pojęciem odrzuconym przez pozytywistyczny materializm. Pojęcie to zostało jednak zredefiniowane i oderwane od swoich metafizycznych korzeni. Zdaniem Høffdinga psychologia nie powinna się zajmować duszą jako taką (jej istotą), lecz jej symptomami (przejawami). Ta „psychologia bez [pojęcia] duszy” (jak nazywał ją Høffding) odrzucała spekulację metafizyczną, i skupiała się na obserwowalnych zjawiskach psychologicznych. Ponadto Høffding podejmował problem nieświadomości (w sposób krytyczny odnosząc się do pracy Eduarda von Hartmanna Philosophie des Unbewussten, 1869) oraz problem woli.
Jego koncepcje psychologiczne miały duży wpływ na rozwój modernizmu (czy szerzej: antypozytywizmu) w literaturze. Szczególną wagę miały jego analizy symptomów duszy, naczelnej roli woli, nieświadomości czy indywidualizmu religijnego.
Ważną część pracy Høffdinga stanowi jego filozofia religii. Był nią zainteresowany od dzieciństwa, a jego główne dzieło, Filozofia religii, powstało u schyłku życia. Prace te powstawały w dialogu z filozofią Kierkegaarda . Duński filozof badał życie i poglądy postaci życia religijnego, przykładając wagę do analiz psychologicznych. Religia jest traktowana jako odrębna sfera odpowiadająca na ważne potrzeby ludzkiej duchowości. To w niej przejawiają się najwyższe idee etyczne czy wartości moralne. Analizy te czynią z Høffdinga prekursora psychologii religii.

## Wpływ i recepcja
Høffding należał do znanych i najczęściej tłumaczonych filozofów swojej epoki. Po Kierkegaardzie jest najbardziej znanym duńskim filozofem. Do jego prac odwoływał się m.in. rosyjski symbolizm (Andriej Bieły). Uczniem Høffdinga był Niels Bohr, który przyznawał się do intelektualnego długu wobec nauczyciela, wieszając jego portret na honorowym miejscu nad biurkiem
Popularność prac Høffdinga spadła jednak wraz z rosnącym znaczeniem filozofii Henriego Bergsona (szczególnie po opublikowaniu jego Ewolucji twórczej, 1907), którego wpływ na modernizm okazał się głębszy. Høffding podjął dyskusję z Bergsonem (szczególnie w pracy Henri Bergson’s Filosofi, 1914), jednak stopniowo tracił na znaczeniu i po swojej śmierci popadł w zapomnienie.

### Polska
Prace Høffdinga miały duże znaczenie dla polskich kręgów filozoficznych i literackich, mając duży wpływ m.in. na Młodą Polskę. Jego Psychologia (przetłumaczona na polski w latach 1890–1891) była jedną z najwcześniejszych prac w języku polskim wyrażających nową wrażliwość modernistyczną, odchodzącą od pozytywizmu. Polscy filozofowie i intelektualiści utrzymywali z nim kontakty osobiste i korespondencyjne. Najważniejszymi zwolennikami Høffdinga byli Adam Mahrburg (w filozofii), Antoni Lange czy Maria Komornicka (w literaturze).

## Odznaczenia
Na rok 1931
- Krzyż Wielki Orderu Danebroga (1919)
- Komandor 1. Stopnia Orderu Danebroga (1913)
- Kawaler Orderu Danebroga (1894)
- Krzyż Srebrny Orderu Danebroga (1907)
- Odznaka Honorowa Duńskiego Czerwonego Krzyża
- Odznaka Pamiątkowa Duńskiego Czerwonego Krzyża dla Opiekunów Jeńców Wojennych (1914-19)
- Orderu Krzyża Wolności I klasy (Finlandia)
- Komandor Orderu Legii Honorowej (Francja)
- Oficer Orderu Palm Akademickich (Francja)
- Komandor Orderu Świętego Olafa (Norwegia)
- Srebrny Medal Pruskiego Czerwonego Krzyża
- Brązowy Medal Pruskiego Czerwonego Krzyża
- Odznaka Honorowa Rosyjskiego Czerwonego Krzyża I klasy
- Komandor Orderu Gwiazdy Polarnej (Szwecja)
- Medal Zasługi Ochotników Służby Pielęgniarskiej I klasy (Szwecja)
- Krzyż Wielki Krzyża Węgierskiego Zasługi
- Gwiazda Zasługi Austriackiego Czerwonego Krzyża
- Złoty Medal Tureckiego Czerwonego Półksiężyca

## Prace
- 1872 Philosophien i Tydskland efter Hegel;
- 1874 Den engelske Filosofi i vor Tid;
- 1876 Etik;

- (pl) 1902-1903 Etyka. Opis zasad etycznych i zastosowania ich do poszczególnych stosunków życiowych, tłum. Ludwik Wolberg;

- 1882 Psykologi i Omrids paa Grundlag af Erfaring;

- (pl) 1890-1891 Psychologia doświadczalna w zarysie (I t. Psychologia ogólna, t. II Psychologia poznania, t. III Psychologia uczuć i woli), tłum. Feliks Daszyński, Zofia Daszyńska-Golińska;

- 1889 Psykologiske Undersøgelser;
- 1889 Charles Darwin;

- (pl) 1899 Karol Darwin, tłum. Maksymilian Flaum;

- 1891 Etiske Undersøgelser;

- (pl) 1900 Zasady etyki, tłum. Zofia Daszyńska-Golińska;
- (pl) 1901 Zasady etyki, tłum. Jan Władysław Dawid;

- 1892 Psychologi i Omrids paa Grundlag af Erfaring;

- (pl) 1911 Psychologia w zarysie na podstawie doświadczenia; tłum. Adam Mahrburg;

- 1893 Kontinuiteten i Kants filosofiske Udviklingsgang;
- 1894-1895 Den nyere Filosofis Historie, en Fremstilling af Filosofiens Historie fra Renaissancens Slutning til vore Dage (2 tomy);

- (pl) 1906-1910 Dzieje flozofi nowożytnej od końca Odrodzenia do naszych czasów, tłum. Adam Mahrburg;

- 1896 Jean-Jacques Rousseau og hans filosofi;

- (pl) 1900 Jan Jakób Rousseau: życie i dzieła, tłum. Zygmunt Heryng;

- 1899 Det psykologiske Grundlag for logiske Domme;
- 1899 Mindre Arbejder;
- 1901 Religionsfilosofi;

- (pl) 1935 Filozofja religii, tłum. Czesław Stażewski, Alfred Tom, Czesław Znamierowski;

- 1902 Filosofiske Problemer;
- 1904 Moderne Filosofer;

- (pl) 1909 Współcześni flozofowie, tłum. Bronisław Gałczyński;

- 1909 Danske Filosofer;
- 1910 Religion og Videnskab;
- 1910 Den menneskelige Tanke, dens Former og dens Opgave;
- 1911 Personlighetsprincipen i Filosofin;

- (pl) 1937 Zasada osobistości we flozofi, tłum. Maria Zielewicz;

- 1914 Henri Bergson’s Filosofi;
- 1917 Totalitet som Kategori;
- 1918 Spinoza’s Ethica. Analyse og Karakteristik;
- 1920 Ledende Tanker i det nittende Aarhundrede;
- 1923 Den store Humor;
- 1928 Erindringer;
- 1989 Ferdinand Tönnies – Harald Höffding. Briefwechsel.